# سباق أمستل الذهبي 2024
سباق أمستل الذهبي 2024 (بالهولندية: Amstel Gold Race 2024)‏ هو سباق دراجات هوائية، وهو الموسم الثامن والخمسين من سباق أمستل الذهبي، وأقيم في 14 أبريل 2024 ضمن سباقات طواف العالم للدراجات 2024.
فاز بالمركز الأول توم بيدكوك، وفاز بالمركز الثاني مارك هيرشي، وفاز بالمركز الثالث تيسج بنوت.

## الفرق
| فرق عالمية (18)- Decathlon-AG2R La Mondiale - Alpecin-Deceuninck - Arkéa-B&B Hotels - Astana Qazaqstan Team - Bahrain Victorious - Bora-Hansgrohe - Cofidis - EF Education-EasyPost - Groupama-FDJ - Ineos Grenadiers - Intermarché-Wanty - Team Visma \| Lease a Bike - Lidl-Trek - Movistar Team - Soudal Quick-Step - Team dsm-firmenich PostNL - Team Jayco AlUla - UAE Team Emirates فرق برو (7)- Israel-Premier Tech - Lotto Dstny - Q36.5 Pro Cycling Team ‏ - سبورت فلاندرين بالويس ‏ - سويس ريسينغ أكادمي 2024 ‏ - أونو-إكس موبيليتي ‏ - Unibet Tietema Rockets ‏ |  |
| |  |

## المشاركون
| UAE Team Emirates UAD | UAE Team Emirates UAD | UAE Team Emirates UAD |
| --------------------- | --------------------- | --------------------- |
| م                     | عداء                  | مرتبة                 |
| 1                     | خوان أيوسو            | 21                    |
| 2                     | Jan Christen ‏         | 30                    |
| 3                     | Sjoerd Bax ‏           | 79                    |
| 4                     | Finn Fisher-Black ‏    | 111                   |
| 5                     | جواو ألميدا           | 38                    |
| 6                     | مارك هيرشي (طريق)     | 2                     |
| 7                     | براندون ماكنولتي      | 52                    |

| EF Education-EasyPost EFE | EF Education-EasyPost EFE   | EF Education-EasyPost EFE |
| ------------------------- | --------------------------- | ------------------------- |
| م                         | عداء                        | مرتبة                     |
| 11                        | Ben Healy (cyclist) ‏ (طريق) | 45                        |
| 12                        | ريتشارد كاراباز (طريق)      | 51                        |
| 13                        | أوين دول                    | 122                       |
| 14                        | ميكيل فروليش أونوريه        | 28                        |
| 15                        | Lukas Nerurkar ‏             | 114                       |
| 16                        | جيمس شو                     | 72                        |
| 17                        | ماريجن فان دن بيرغ          | 11                        |

| Ineos Grenadiers IGD | Ineos Grenadiers IGD | Ineos Grenadiers IGD |
| -------------------- | -------------------- | -------------------- |
| م                    | عداء                 | مرتبة                |
| 21                   | توم بيدكوك           | 1                    |
| 22                   | ميكال كوياتكووسكي    | 35                   |
| 23                   | عمر فريل             | لم يكمل السباق       |
| 24                   | براندون ريفيرا ‏      | 83                   |
| 25                   | كونور سويفت          | لم يكمل السباق       |
| 26                   | بن تورنر             | 115                  |
| 27                   | Cameron Wurf ‏        | لم يكمل السباق       |

| Alpecin-Deceuninck ADC | Alpecin-Deceuninck ADC   | Alpecin-Deceuninck ADC |
| ---------------------- | ------------------------ | ---------------------- |
| م                      | عداء                     | مرتبة                  |
| 31                     | ماثيو فان دير بيل (طريق) | 22                     |
| 32                     | جياني فرميش              | لم يكمل السباق         |
| 33                     | كوينتن هيرمانز           | 80                     |
| 34                     | سورين كراغ أندرسن        | 112                    |
| 35                     | Axel Laurance ‏           | 90                     |
| 36                     | شاندرو ميوريس            | 93                     |
| 37                     | Oscar Riesebeek ‏         | لم يكمل السباق         |

| Team Visma \| Lease a Bike TVL | Team Visma \| Lease a Bike TVL | Team Visma \| Lease a Bike TVL |
| ------------------------------ | ------------------------------ | ------------------------------ |
| م                              | عداء                           | مرتبة                          |
| 41                             | تيسج بنوت                      | 3                              |
| 42                             | بير ستراند هاجينز              | 107                            |
| 43                             | Matteo Jorgenson ‏              | 37                             |
| 44                             | Milan Vader ‏                   | 109                            |
| 45                             | Johannes Staune-Mittet ‏        | لم يكمل السباق                 |
| 46                             | جوليان فيرموت                  | 86                             |
| 47                             | توش فان دير ساندي              | لم يكمل السباق                 |

| Soudal Quick-Step SOQ | Soudal Quick-Step SOQ  | Soudal Quick-Step SOQ |
| --------------------- | ---------------------- | --------------------- |
| م                     | عداء                   | مرتبة                 |
| 51                    | Antoine Huby ‏          | 102                   |
| 52                    | Mauri Vansevenant ‏     | 4                     |
| 53                    | Gil Gelders ‏           | 65                    |
| 54                    | William Junior Lecerf ‏ | 56                    |
| 55                    | Pepijn Reinderink ‏     | 68                    |
| 56                    | Jordi Warlop ‏          | لم يكمل السباق        |
| 57                    | Louis Vervaeke ‏        | 67                    |

| Team dsm-firmenich PostNL DFP | Team dsm-firmenich PostNL DFP | Team dsm-firmenich PostNL DFP |
| ----------------------------- | ----------------------------- | ----------------------------- |
| م                             | عداء                          | مرتبة                         |
| 61                            | وارن بارجويل                  | لم يكمل السباق                |
| 62                            | Enzo Leijnse ‏                 | 120                           |
| 63                            | Tim Naberman ‏                 | لم يكمل السباق                |
| 64                            | Oscar Onley ‏                  | لم يكمل السباق                |
| 65                            | Martijn Tusveld ‏              | 118                           |
| 66                            | Frank van den Broek ‏          | 61                            |
| 67                            | Kevin Vermaerke ‏              | 24                            |

| Bora-Hansgrohe BOH | Bora-Hansgrohe BOH | Bora-Hansgrohe BOH |
| ------------------ | ------------------ | ------------------ |
| م                  | عداء               | مرتبة              |
| 71                 | ماكسيميليان شاخمان | 106                |
| 72                 | Roger Adrià ‏       | 14                 |
| 73                 | جيوفاني أليوتي     | 74                 |
| 74                 | Alexander Hajek ‏   | لم يكمل السباق     |
| 75                 | بوب جونهيلس        | 33                 |
| 76                 | Matteo Sobrero ‏    | لم يكمل السباق     |
| 77                 | Frederik Wandahl ‏  | 73                 |

| Astana Qazaqstan Team AST | Astana Qazaqstan Team AST | Astana Qazaqstan Team AST |
| ------------------------- | ------------------------- | ------------------------- |
| م                         | عداء                      | مرتبة                     |
| 81                        | Samuele Battistella ‏      | 53                        |
| 82                        | Anthon Charmig ‏           | 48                        |
| 83                        | Igor Chzhan ‏              | لم يكمل السباق            |
| 84                        | Yevgeniy Fedorov ‏         | لم يكمل السباق            |
| 85                        | ماكس كانتر                | 104                       |
| 86                        | كريستيان سكاروني ‏         | 32                        |
| 87                        | بيترو فيلاسكو (طريق)      | 18                        |

| Team Jayco AlUla JAY | Team Jayco AlUla JAY           | Team Jayco AlUla JAY |
| -------------------- | ------------------------------ | -------------------- |
| م                    | عداء                           | مرتبة                |
| 91                   | مايكل ماثيوز                   | 10                   |
| 92                   | لوسون كرادوك                   | 81                   |
| 93                   | Anders Foldager ‏               | لم يكمل السباق       |
| 94                   | Luke Durbridge ‏                | 123                  |
| 95                   | فيليكس إنغلهارت                | لم يكمل السباق       |
| 96                   | Jan Maas (cyclist, born 1996) ‏ | لم يكمل السباق       |
| 97                   | ماورو شميد                     | 82                   |

| Intermarché-Wanty IWA | Intermarché-Wanty IWA | Intermarché-Wanty IWA |
| --------------------- | --------------------- | --------------------- |
| م                     | عداء                  | مرتبة                 |
| 101                   | لورينزو روتا          | 19                    |
| 102                   | Vito Braet ‏           | 13                    |
| 103                   | Francesco Busatto ‏    | 57                    |
| 104                   | Dries De Pooter ‏      | 89                    |
| 105                   | Tom Paquot ‏           | لم يكمل السباق        |
| 106                   | Alexy Faure Prost ‏    | لم يكمل السباق        |
| 107                   | جورج تسيمارمان        | 42                    |

| Lidl-Trek LTK | Lidl-Trek LTK            | Lidl-Trek LTK  |
| ------------- | ------------------------ | -------------- |
| م             | عداء                     | مرتبة          |
| 111           | Andrea Bagioli ‏          | 75             |
| 112           | جوليان برنارد            | لم يكمل السباق |
| 113           | باوك موليما              | 7              |
| 114           | فابيو فلين               | لم يكمل السباق |
| 115           | سام أومن                 | 47             |
| 116           | Mattias Skjelmose (طريق) | 17             |
| 117           | توم سكوجين               | 39             |

| Decathlon-AG2R La Mondiale DAT | Decathlon-AG2R La Mondiale DAT | Decathlon-AG2R La Mondiale DAT |
| ------------------------------ | ------------------------------ | ------------------------------ |
| م                              | عداء                           | مرتبة                          |
| 121                            | بينوا كوسنيفروي                | 16                             |
| 122                            | Pierre Gautherat ‏              | 98                             |
| 123                            | Dorian Godon ‏                  | 36                             |
| 124                            | Paul Lapeira ‏                  | 5                              |
| 125                            | أوليفر ناسن                    | 108                            |
| 126                            | Valentin Retailleau ‏           | 119                            |
| 127                            | دامين توزي                     | 92                             |

| Arkéa-B&B Hotels ARK | Arkéa-B&B Hotels ARK | Arkéa-B&B Hotels ARK |
| -------------------- | -------------------- | -------------------- |
| م                    | عداء                 | مرتبة                |
| 131                  | فينتشنزو ألبانيز     | 110                  |
| 132                  | أنتوني ديلابلاسي     | 69                   |
| 133                  | Simon Guglielmi ‏     | 125                  |
| 134                  | Laurens Huys ‏        | 71                   |
| 135                  | Mathis Le Berre ‏     | 66                   |
| 136                  | Kévin Vauquelin ‏     | 41                   |
| 137                  | Matis Louvel ‏        | لم يكمل السباق       |

| Groupama-FDJ GFC | Groupama-FDJ GFC      | Groupama-FDJ GFC |
| ---------------- | --------------------- | ---------------- |
| م                | عداء                  | مرتبة            |
| 141              | فالنتين مادواس (طريق) | 6                |
| 142              | Lorenzo Germani ‏      | 99               |
| 143              | رومان جريجوار         | 12               |
| 144              | ستيفان كونغ           | 29               |
| 145              | كوينتين باشر          | 8                |
| 146              | Rémy Rochas ‏          | 103              |
| 147              | كليمنت روسو           | لم يكمل السباق   |

| Bahrain Victorious TBV | Bahrain Victorious TBV | Bahrain Victorious TBV |
| ---------------------- | ---------------------- | ---------------------- |
| م                      | عداء                   | مرتبة                  |
| 151                    | بيلو بلباو             | 9                      |
| 152                    | Nicolò Buratti ‏        | 59                     |
| 153                    | Matevž Govekar ‏        | لم يكمل السباق         |
| 154                    | يوكيا أراشيرو          | 95                     |
| 155                    | Fran Miholjević ‏       | لم يكمل السباق         |
| 156                    | Łukasz Wiśniowski ‏     | لم يكمل السباق         |
| 157                    | فرد رايت (طريق)        | 44                     |

| Cofidis COF | Cofidis COF       | Cofidis COF    |
| ----------- | ----------------- | -------------- |
| م           | عداء              | مرتبة          |
| 161         | Axel Mariault ‏    | لم يكمل السباق |
| 162         | بن هيرمانز        | لم يكمل السباق |
| 163         | جوركا إيزاجير     | لم يكمل السباق |
| 164         | جون ازقيراي       | لم يكمل السباق |
| 165         | Christophe Noppe ‏ | لم يكمل السباق |
| 166         | Alexis Renard ‏    | لم يكمل السباق |
| 167         | Ludovic Robeet ‏   | لم يكمل السباق |

| Movistar Team MOV | Movistar Team MOV | Movistar Team MOV |
| ----------------- | ----------------- | ----------------- |
| م                 | عداء              | مرتبة             |
| 171               | اليكس ارانبورو    | 113               |
| 172               | Jorge Arcas ‏      | 121               |
| 173               | Jon Barrenetxea ‏  | لم يكمل السباق    |
| 174               | Carlos Canal ‏     | 105               |
| 175               | دافيد فورمولو     | 46                |
| 176               | إيفان غارسيا      | 84                |
| 177               | جون جاكوبس        | لم يكمل السباق    |

| Unibet Tietema Rockets ‏ TDT | Unibet Tietema Rockets ‏ TDT | Unibet Tietema Rockets ‏ TDT |
| --------------------------- | --------------------------- | --------------------------- |
| م                           | عداء                        | مرتبة                       |
| 181                         | Hartthijs de Vries ‏         | 88                          |
| 182                         | Owen Geleijn ‏               | 101                         |
| 183                         | Jelle Johannink ‏            | 55                          |
| 184                         | Tomáš Kopecký (cyclist) ‏    | 116                         |
| 185                         | Zeb Kyffin ‏                 | 117                         |
| 186                         | Lander Loockx ‏              | لم يكمل السباق              |
| 187                         | Adam Ťoupalík ‏              | 64                          |

| أونو-إكس موبيليتي ‏ UXM | أونو-إكس موبيليتي ‏ UXM      | أونو-إكس موبيليتي ‏ UXM |
| ---------------------- | --------------------------- | ---------------------- |
| م                      | عداء                        | مرتبة                  |
| 191                    | Martin Urianstad ‏           | 91                     |
| 192                    | أودد كريستيان إيكينغ        | 25                     |
| 193                    | ماركوس هويلجارد             | 34                     |
| 194                    | Anders Halland Johannessen ‏ | لم يكمل السباق         |
| 195                    | توبياس هالاند يوهانسن       | 70                     |
| 196                    | Andreas Leknessund ‏         | 26                     |
| 197                    | أندرس سكارسيث               | 97                     |

| سبورت فلاندرين بالويس ‏ TFB | سبورت فلاندرين بالويس ‏ TFB | سبورت فلاندرين بالويس ‏ TFB |
| -------------------------- | -------------------------- | -------------------------- |
| م                          | عداء                       | مرتبة                      |
| 201                        | Kamiel Bonneu ‏             | 31                         |
| 202                        | Toon Clynhens ‏             | لم يكمل السباق             |
| 203                        | Lars Craps ‏                | لم يكمل السباق             |
| 204                        | Ward Vanhoof ‏              | لم يكمل السباق             |
| 205                        | Elias Maris ‏               | 87                         |
| 206                        | Vincent Van Hemelen ‏       | لم يكمل السباق             |
| 207                        | Dylan Vandenstorme ‏        | لم يكمل السباق             |

| Israel-Premier Tech IPT | Israel-Premier Tech IPT | Israel-Premier Tech IPT |
| ----------------------- | ----------------------- | ----------------------- |
| م                       | عداء                    | مرتبة                   |
| 211                     | سيمون كلارك             | 54                      |
| 212                     | جاكوب فوجلسانج          | 76                      |
| 213                     | كريستس نيولاندز         | 100                     |
| 214                     | كوربين سترونغ           | 96                      |
| 215                     | ديلان تيونز             | 15                      |
| 216                     | ستيفن وليامز            | 43                      |
| 217                     | جيك ستيوارت             | لم يكمل السباق          |

| Lotto Dstny LTD | Lotto Dstny LTD     | Lotto Dstny LTD |
| --------------- | ------------------- | --------------- |
| م               | عداء                | مرتبة           |
| 221             | Maxim Van Gils ‏     | 20              |
| 222             | Jenno Berckmoes ‏    | 60              |
| 223             | Jarrad Drizners ‏    | لم يكمل السباق  |
| 224             | Pascal Eenkhoorn ‏   | 58              |
| 225             | Andreas Kron ‏       | 40              |
| 226             | Mathijs Paasschens ‏ | لم يكمل السباق  |
| 227             | يوناس غريغارد       | 78              |

| سويس ريسينغ أكادمي ‏ TUD | سويس ريسينغ أكادمي ‏ TUD   | سويس ريسينغ أكادمي ‏ TUD |
| ----------------------- | ------------------------- | ----------------------- |
| م                       | عداء                      | مرتبة                   |
| 231                     | Sebastian Kolze Changizi ‏ | لم يكمل السباق          |
| 232                     | Aloïs Charrin ‏            | لم يكمل السباق          |
| 233                     | جاكوب أريكسون ‏            | 94                      |
| 234                     | لوكاس أريكسون (طريق)      | 50                      |
| 235                     | Miká Heming ‏              | لم يكمل السباق          |
| 236                     | ألكسندر كامب              | 27                      |
| 237                     | Arthur Kluckers ‏          | لم يكمل السباق          |

| Q36.5 Pro Cycling Team ‏ Q36 | Q36.5 Pro Cycling Team ‏ Q36 | Q36.5 Pro Cycling Team ‏ Q36 |
| --------------------------- | --------------------------- | --------------------------- |
| م                           | عداء                        | مرتبة                       |
| 241                         | جيانلوكا برامبيلا           | 23                          |
| 242                         | Walter Calzoni ‏             | 85                          |
| 243                         | ديفيد دي لا كروز            | 62                          |
| 244                         | مارك دونوفان                | 49                          |
| 245                         | Alessandro Fancellu ‏        | 63                          |
| 246                         | داميان هاوسون               | 124                         |
| 247                         | Joey Rosskopf ‏              | لم يكمل السباق              |

| UAE Team Emirates UAD | UAE Team Emirates UAD | UAE Team Emirates UAD |
| --------------------- | --------------------- | --------------------- |
| م                     | عداء                  | مرتبة                 |
| 1                     | خوان أيوسو            | 21                    |
| 2                     | Jan Christen ‏         | 30                    |
| 3                     | Sjoerd Bax ‏           | 79                    |
| 4                     | Finn Fisher-Black ‏    | 111                   |
| 5                     | جواو ألميدا           | 38                    |
| 6                     | مارك هيرشي (طريق)     | 2                     |
| 7                     | براندون ماكنولتي      | 52                    |

| EF Education-EasyPost EFE | EF Education-EasyPost EFE   | EF Education-EasyPost EFE |
| ------------------------- | --------------------------- | ------------------------- |
| م                         | عداء                        | مرتبة                     |
| 11                        | Ben Healy (cyclist) ‏ (طريق) | 45                        |
| 12                        | ريتشارد كاراباز (طريق)      | 51                        |
| 13                        | أوين دول                    | 122                       |
| 14                        | ميكيل فروليش أونوريه        | 28                        |
| 15                        | Lukas Nerurkar ‏             | 114                       |
| 16                        | جيمس شو                     | 72                        |
| 17                        | ماريجن فان دن بيرغ          | 11                        |

| Ineos Grenadiers IGD | Ineos Grenadiers IGD | Ineos Grenadiers IGD |
| -------------------- | -------------------- | -------------------- |
| م                    | عداء                 | مرتبة                |
| 21                   | توم بيدكوك           | 1                    |
| 22                   | ميكال كوياتكووسكي    | 35                   |
| 23                   | عمر فريل             | لم يكمل السباق       |
| 24                   | براندون ريفيرا ‏      | 83                   |
| 25                   | كونور سويفت          | لم يكمل السباق       |
| 26                   | بن تورنر             | 115                  |
| 27                   | Cameron Wurf ‏        | لم يكمل السباق       |

| Alpecin-Deceuninck ADC | Alpecin-Deceuninck ADC   | Alpecin-Deceuninck ADC |
| ---------------------- | ------------------------ | ---------------------- |
| م                      | عداء                     | مرتبة                  |
| 31                     | ماثيو فان دير بيل (طريق) | 22                     |
| 32                     | جياني فرميش              | لم يكمل السباق         |
| 33                     | كوينتن هيرمانز           | 80                     |
| 34                     | سورين كراغ أندرسن        | 112                    |
| 35                     | Axel Laurance ‏           | 90                     |
| 36                     | شاندرو ميوريس            | 93                     |
| 37                     | Oscar Riesebeek ‏         | لم يكمل السباق         |

| Team Visma \| Lease a Bike TVL | Team Visma \| Lease a Bike TVL | Team Visma \| Lease a Bike TVL |
| ------------------------------ | ------------------------------ | ------------------------------ |
| م                              | عداء                           | مرتبة                          |
| 41                             | تيسج بنوت                      | 3                              |
| 42                             | بير ستراند هاجينز              | 107                            |
| 43                             | Matteo Jorgenson ‏              | 37                             |
| 44                             | Milan Vader ‏                   | 109                            |
| 45                             | Johannes Staune-Mittet ‏        | لم يكمل السباق                 |
| 46                             | جوليان فيرموت                  | 86                             |
| 47                             | توش فان دير ساندي              | لم يكمل السباق                 |

| Soudal Quick-Step SOQ | Soudal Quick-Step SOQ  | Soudal Quick-Step SOQ |
| --------------------- | ---------------------- | --------------------- |
| م                     | عداء                   | مرتبة                 |
| 51                    | Antoine Huby ‏          | 102                   |
| 52                    | Mauri Vansevenant ‏     | 4                     |
| 53                    | Gil Gelders ‏           | 65                    |
| 54                    | William Junior Lecerf ‏ | 56                    |
| 55                    | Pepijn Reinderink ‏     | 68                    |
| 56                    | Jordi Warlop ‏          | لم يكمل السباق        |
| 57                    | Louis Vervaeke ‏        | 67                    |

| Team dsm-firmenich PostNL DFP | Team dsm-firmenich PostNL DFP | Team dsm-firmenich PostNL DFP |
| ----------------------------- | ----------------------------- | ----------------------------- |
| م                             | عداء                          | مرتبة                         |
| 61                            | وارن بارجويل                  | لم يكمل السباق                |
| 62                            | Enzo Leijnse ‏                 | 120                           |
| 63                            | Tim Naberman ‏                 | لم يكمل السباق                |
| 64                            | Oscar Onley ‏                  | لم يكمل السباق                |
| 65                            | Martijn Tusveld ‏              | 118                           |
| 66                            | Frank van den Broek ‏          | 61                            |
| 67                            | Kevin Vermaerke ‏              | 24                            |

| Bora-Hansgrohe BOH | Bora-Hansgrohe BOH | Bora-Hansgrohe BOH |
| ------------------ | ------------------ | ------------------ |
| م                  | عداء               | مرتبة              |
| 71                 | ماكسيميليان شاخمان | 106                |
| 72                 | Roger Adrià ‏       | 14                 |
| 73                 | جيوفاني أليوتي     | 74                 |
| 74                 | Alexander Hajek ‏   | لم يكمل السباق     |
| 75                 | بوب جونهيلس        | 33                 |
| 76                 | Matteo Sobrero ‏    | لم يكمل السباق     |
| 77                 | Frederik Wandahl ‏  | 73                 |

| Astana Qazaqstan Team AST | Astana Qazaqstan Team AST | Astana Qazaqstan Team AST |
| ------------------------- | ------------------------- | ------------------------- |
| م                         | عداء                      | مرتبة                     |
| 81                        | Samuele Battistella ‏      | 53                        |
| 82                        | Anthon Charmig ‏           | 48                        |
| 83                        | Igor Chzhan ‏              | لم يكمل السباق            |
| 84                        | Yevgeniy Fedorov ‏         | لم يكمل السباق            |
| 85                        | ماكس كانتر                | 104                       |
| 86                        | كريستيان سكاروني ‏         | 32                        |
| 87                        | بيترو فيلاسكو (طريق)      | 18                        |

| Team Jayco AlUla JAY | Team Jayco AlUla JAY           | Team Jayco AlUla JAY |
| -------------------- | ------------------------------ | -------------------- |
| م                    | عداء                           | مرتبة                |
| 91                   | مايكل ماثيوز                   | 10                   |
| 92                   | لوسون كرادوك                   | 81                   |
| 93                   | Anders Foldager ‏               | لم يكمل السباق       |
| 94                   | Luke Durbridge ‏                | 123                  |
| 95                   | فيليكس إنغلهارت                | لم يكمل السباق       |
| 96                   | Jan Maas (cyclist, born 1996) ‏ | لم يكمل السباق       |
| 97                   | ماورو شميد                     | 82                   |

| Intermarché-Wanty IWA | Intermarché-Wanty IWA | Intermarché-Wanty IWA |
| --------------------- | --------------------- | --------------------- |
| م                     | عداء                  | مرتبة                 |
| 101                   | لورينزو روتا          | 19                    |
| 102                   | Vito Braet ‏           | 13                    |
| 103                   | Francesco Busatto ‏    | 57                    |
| 104                   | Dries De Pooter ‏      | 89                    |
| 105                   | Tom Paquot ‏           | لم يكمل السباق        |
| 106                   | Alexy Faure Prost ‏    | لم يكمل السباق        |
| 107                   | جورج تسيمارمان        | 42                    |

| Lidl-Trek LTK | Lidl-Trek LTK            | Lidl-Trek LTK  |
| ------------- | ------------------------ | -------------- |
| م             | عداء                     | مرتبة          |
| 111           | Andrea Bagioli ‏          | 75             |
| 112           | جوليان برنارد            | لم يكمل السباق |
| 113           | باوك موليما              | 7              |
| 114           | فابيو فلين               | لم يكمل السباق |
| 115           | سام أومن                 | 47             |
| 116           | Mattias Skjelmose (طريق) | 17             |
| 117           | توم سكوجين               | 39             |

| Decathlon-AG2R La Mondiale DAT | Decathlon-AG2R La Mondiale DAT | Decathlon-AG2R La Mondiale DAT |
| ------------------------------ | ------------------------------ | ------------------------------ |
| م                              | عداء                           | مرتبة                          |
| 121                            | بينوا كوسنيفروي                | 16                             |
| 122                            | Pierre Gautherat ‏              | 98                             |
| 123                            | Dorian Godon ‏                  | 36                             |
| 124                            | Paul Lapeira ‏                  | 5                              |
| 125                            | أوليفر ناسن                    | 108                            |
| 126                            | Valentin Retailleau ‏           | 119                            |
| 127                            | دامين توزي                     | 92                             |

| Arkéa-B&B Hotels ARK | Arkéa-B&B Hotels ARK | Arkéa-B&B Hotels ARK |
| -------------------- | -------------------- | -------------------- |
| م                    | عداء                 | مرتبة                |
| 131                  | فينتشنزو ألبانيز     | 110                  |
| 132                  | أنتوني ديلابلاسي     | 69                   |
| 133                  | Simon Guglielmi ‏     | 125                  |
| 134                  | Laurens Huys ‏        | 71                   |
| 135                  | Mathis Le Berre ‏     | 66                   |
| 136                  | Kévin Vauquelin ‏     | 41                   |
| 137                  | Matis Louvel ‏        | لم يكمل السباق       |

| Groupama-FDJ GFC | Groupama-FDJ GFC      | Groupama-FDJ GFC |
| ---------------- | --------------------- | ---------------- |
| م                | عداء                  | مرتبة            |
| 141              | فالنتين مادواس (طريق) | 6                |
| 142              | Lorenzo Germani ‏      | 99               |
| 143              | رومان جريجوار         | 12               |
| 144              | ستيفان كونغ           | 29               |
| 145              | كوينتين باشر          | 8                |
| 146              | Rémy Rochas ‏          | 103              |
| 147              | كليمنت روسو           | لم يكمل السباق   |

| Bahrain Victorious TBV | Bahrain Victorious TBV | Bahrain Victorious TBV |
| ---------------------- | ---------------------- | ---------------------- |
| م                      | عداء                   | مرتبة                  |
| 151                    | بيلو بلباو             | 9                      |
| 152                    | Nicolò Buratti ‏        | 59                     |
| 153                    | Matevž Govekar ‏        | لم يكمل السباق         |
| 154                    | يوكيا أراشيرو          | 95                     |
| 155                    | Fran Miholjević ‏       | لم يكمل السباق         |
| 156                    | Łukasz Wiśniowski ‏     | لم يكمل السباق         |
| 157                    | فرد رايت (طريق)        | 44                     |

| Cofidis COF | Cofidis COF       | Cofidis COF    |
| ----------- | ----------------- | -------------- |
| م           | عداء              | مرتبة          |
| 161         | Axel Mariault ‏    | لم يكمل السباق |
| 162         | بن هيرمانز        | لم يكمل السباق |
| 163         | جوركا إيزاجير     | لم يكمل السباق |
| 164         | جون ازقيراي       | لم يكمل السباق |
| 165         | Christophe Noppe ‏ | لم يكمل السباق |
| 166         | Alexis Renard ‏    | لم يكمل السباق |
| 167         | Ludovic Robeet ‏   | لم يكمل السباق |

| Movistar Team MOV | Movistar Team MOV | Movistar Team MOV |
| ----------------- | ----------------- | ----------------- |
| م                 | عداء              | مرتبة             |
| 171               | اليكس ارانبورو    | 113               |
| 172               | Jorge Arcas ‏      | 121               |
| 173               | Jon Barrenetxea ‏  | لم يكمل السباق    |
| 174               | Carlos Canal ‏     | 105               |
| 175               | دافيد فورمولو     | 46                |
| 176               | إيفان غارسيا      | 84                |
| 177               | جون جاكوبس        | لم يكمل السباق    |

| Unibet Tietema Rockets ‏ TDT | Unibet Tietema Rockets ‏ TDT | Unibet Tietema Rockets ‏ TDT |
| --------------------------- | --------------------------- | --------------------------- |
| م                           | عداء                        | مرتبة                       |
| 181                         | Hartthijs de Vries ‏         | 88                          |
| 182                         | Owen Geleijn ‏               | 101                         |
| 183                         | Jelle Johannink ‏            | 55                          |
| 184                         | Tomáš Kopecký (cyclist) ‏    | 116                         |
| 185                         | Zeb Kyffin ‏                 | 117                         |
| 186                         | Lander Loockx ‏              | لم يكمل السباق              |
| 187                         | Adam Ťoupalík ‏              | 64                          |

| أونو-إكس موبيليتي ‏ UXM | أونو-إكس موبيليتي ‏ UXM      | أونو-إكس موبيليتي ‏ UXM |
| ---------------------- | --------------------------- | ---------------------- |
| م                      | عداء                        | مرتبة                  |
| 191                    | Martin Urianstad ‏           | 91                     |
| 192                    | أودد كريستيان إيكينغ        | 25                     |
| 193                    | ماركوس هويلجارد             | 34                     |
| 194                    | Anders Halland Johannessen ‏ | لم يكمل السباق         |
| 195                    | توبياس هالاند يوهانسن       | 70                     |
| 196                    | Andreas Leknessund ‏         | 26                     |
| 197                    | أندرس سكارسيث               | 97                     |

| سبورت فلاندرين بالويس ‏ TFB | سبورت فلاندرين بالويس ‏ TFB | سبورت فلاندرين بالويس ‏ TFB |
| -------------------------- | -------------------------- | -------------------------- |
| م                          | عداء                       | مرتبة                      |
| 201                        | Kamiel Bonneu ‏             | 31                         |
| 202                        | Toon Clynhens ‏             | لم يكمل السباق             |
| 203                        | Lars Craps ‏                | لم يكمل السباق             |
| 204                        | Ward Vanhoof ‏              | لم يكمل السباق             |
| 205                        | Elias Maris ‏               | 87                         |
| 206                        | Vincent Van Hemelen ‏       | لم يكمل السباق             |
| 207                        | Dylan Vandenstorme ‏        | لم يكمل السباق             |

| Israel-Premier Tech IPT | Israel-Premier Tech IPT | Israel-Premier Tech IPT |
| ----------------------- | ----------------------- | ----------------------- |
| م                       | عداء                    | مرتبة                   |
| 211                     | سيمون كلارك             | 54                      |
| 212                     | جاكوب فوجلسانج          | 76                      |
| 213                     | كريستس نيولاندز         | 100                     |
| 214                     | كوربين سترونغ           | 96                      |
| 215                     | ديلان تيونز             | 15                      |
| 216                     | ستيفن وليامز            | 43                      |
| 217                     | جيك ستيوارت             | لم يكمل السباق          |

| Lotto Dstny LTD | Lotto Dstny LTD     | Lotto Dstny LTD |
| --------------- | ------------------- | --------------- |
| م               | عداء                | مرتبة           |
| 221             | Maxim Van Gils ‏     | 20              |
| 222             | Jenno Berckmoes ‏    | 60              |
| 223             | Jarrad Drizners ‏    | لم يكمل السباق  |
| 224             | Pascal Eenkhoorn ‏   | 58              |
| 225             | Andreas Kron ‏       | 40              |
| 226             | Mathijs Paasschens ‏ | لم يكمل السباق  |
| 227             | يوناس غريغارد       | 78              |

| سويس ريسينغ أكادمي ‏ TUD | سويس ريسينغ أكادمي ‏ TUD   | سويس ريسينغ أكادمي ‏ TUD |
| ----------------------- | ------------------------- | ----------------------- |
| م                       | عداء                      | مرتبة                   |
| 231                     | Sebastian Kolze Changizi ‏ | لم يكمل السباق          |
| 232                     | Aloïs Charrin ‏            | لم يكمل السباق          |
| 233                     | جاكوب أريكسون ‏            | 94                      |
| 234                     | لوكاس أريكسون (طريق)      | 50                      |
| 235                     | Miká Heming ‏              | لم يكمل السباق          |
| 236                     | ألكسندر كامب              | 27                      |
| 237                     | Arthur Kluckers ‏          | لم يكمل السباق          |

| Q36.5 Pro Cycling Team ‏ Q36 | Q36.5 Pro Cycling Team ‏ Q36 | Q36.5 Pro Cycling Team ‏ Q36 |
| --------------------------- | --------------------------- | --------------------------- |
| م                           | عداء                        | مرتبة                       |
| 241                         | جيانلوكا برامبيلا           | 23                          |
| 242                         | Walter Calzoni ‏             | 85                          |
| 243                         | ديفيد دي لا كروز            | 62                          |
| 244                         | مارك دونوفان                | 49                          |
| 245                         | Alessandro Fancellu ‏        | 63                          |
| 246                         | داميان هاوسون               | 124                         |
| 247                         | Joey Rosskopf ‏              | لم يكمل السباق              |

## التصنيف العام النهائي
| التصنيف العام         | التصنيف العام      | التصنيف العام              | التصنيف العام | التصنيف العام |
| العداء                | العداء             | الفريق                     | الوقت         |               |
| --------------------- | ------------------ | -------------------------- | ------------- | ------------- |
| 1                     | توم بيدكوك         | Ineos Grenadiers           | 5 س 58 د 17 ث |               |
| 2                     | مارك هيرشي         | UAE Team Emirates          | + 0 ث         |               |
| 3                     | تيسج بنوت          | Team Visma \| Lease a Bike | + 0 ث         |               |
| 4                     | Mauri Vansevenant ‏ | Soudal Quick-Step          | + 0 ث         |               |
| 5                     | Paul Lapeira ‏      | Decathlon-AG2R La Mondiale | + 0 ث         |               |
| 6                     | فالنتين مادواس     | Groupama-FDJ               | + 0 ث         |               |
| 7                     | باوك موليما        | Lidl-Trek                  | + 0 ث         |               |
| 8                     | كوينتين باشر       | Groupama-FDJ               | + 0 ث         |               |
| 9                     | بيلو بلباو         | Bahrain Victorious         | + 0 ث         |               |
| 10                    | مايكل ماثيوز       | Team Jayco AlUla           | + 11 ث        |               |
|                       |                    |                            |               |               |
| مصدر: ProCyclingStats |                    |                            |               |               |

## وصلات خارجية
- الموقع الرسمي
- لمحة عن سباق سباق أمستل الذهبي 2024 على موقع  ProCyclingStats   (برو  سايكلنج  ستاتس) - إحصاءات  محترفي  الدراجات.
- سباق أمستل الذهبي 2024 على موقع إحصائيات الدراجات الإحترافية (الإنجليزية)